# Thyreus
Thyreus är ett släkte av bin. Thyreus ingår i familjen långtungebin.

## Bildgalleri

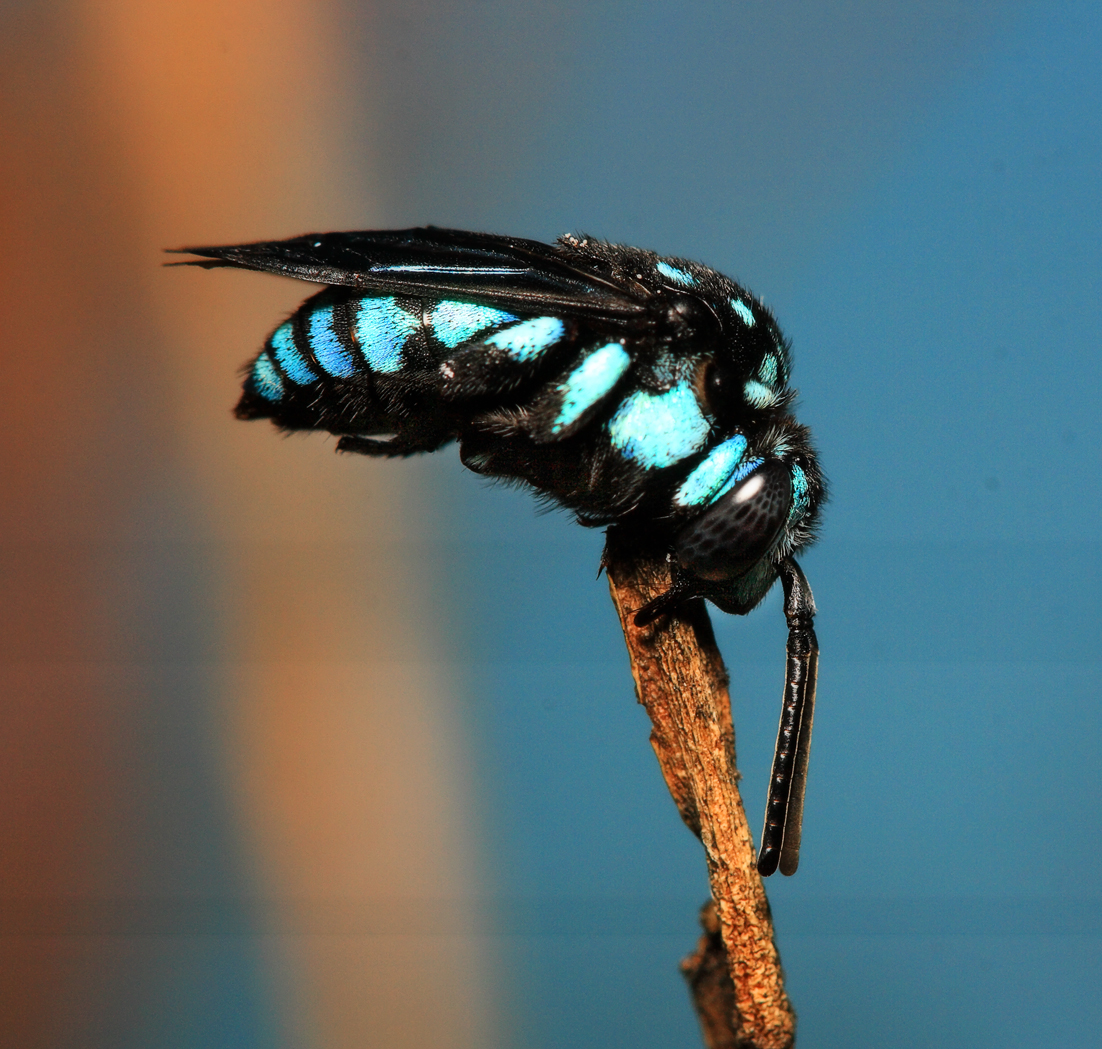
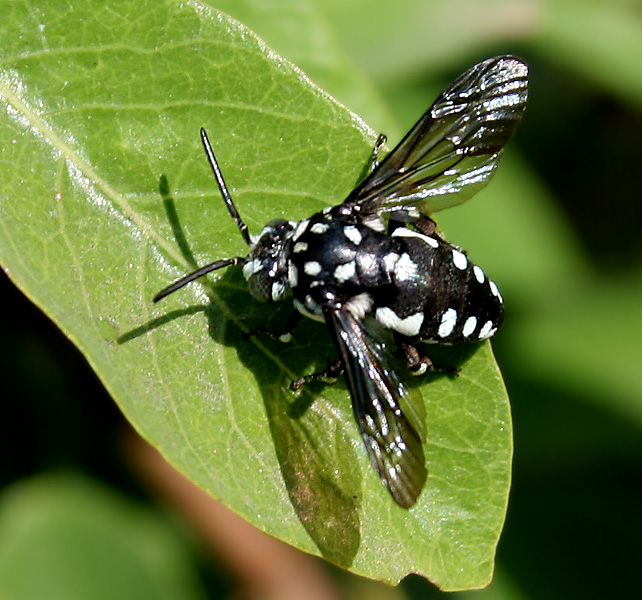
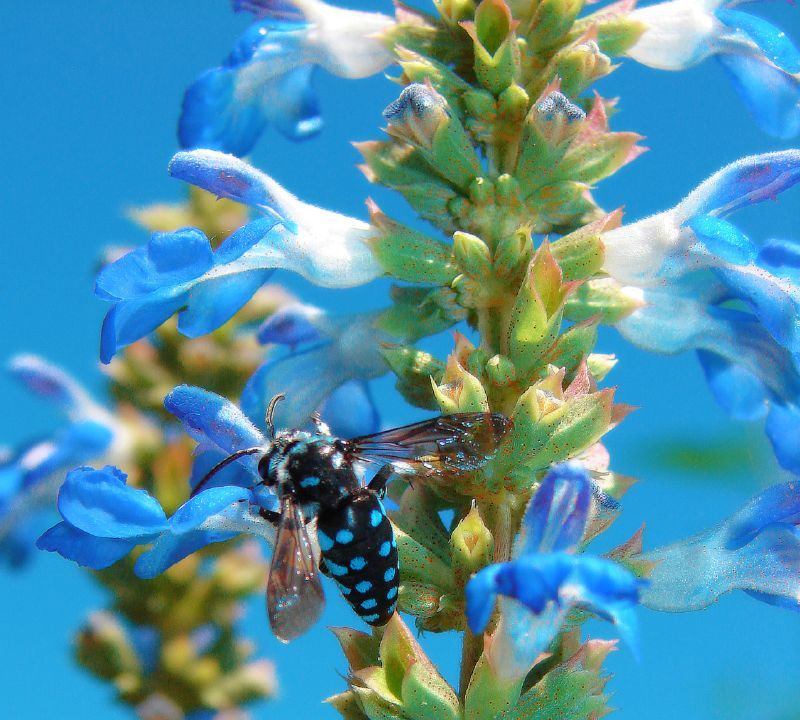
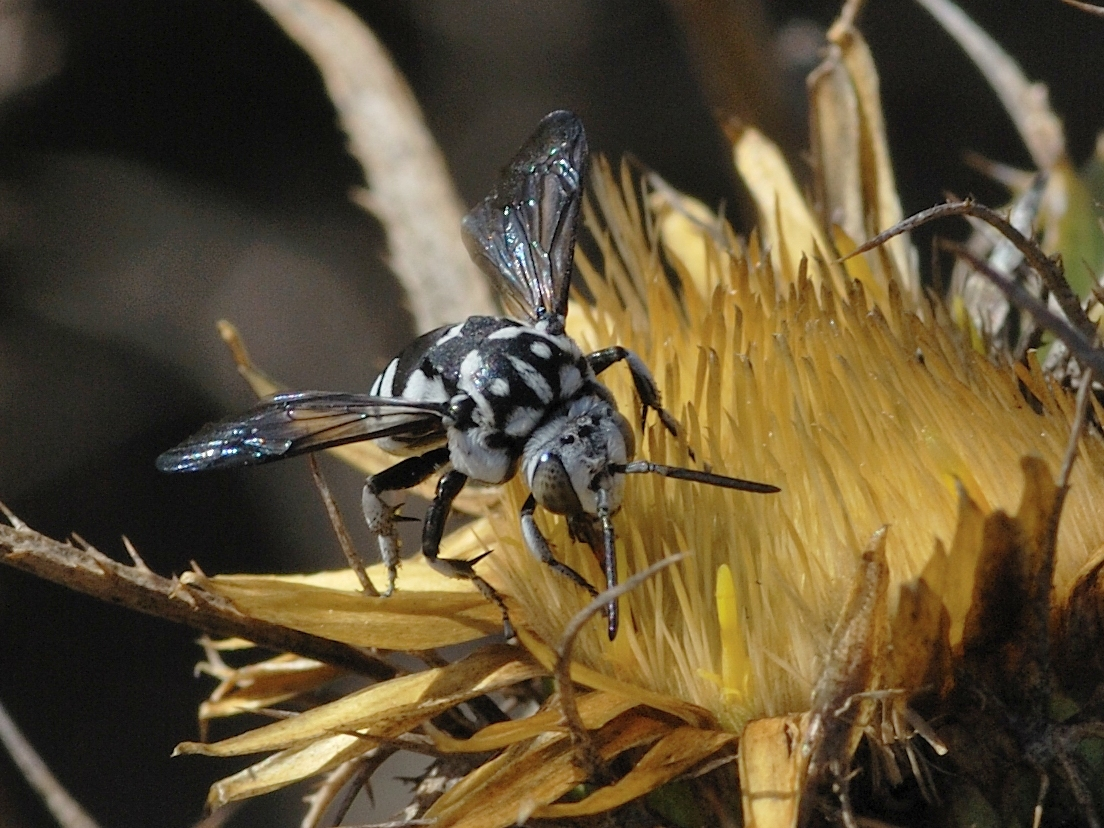
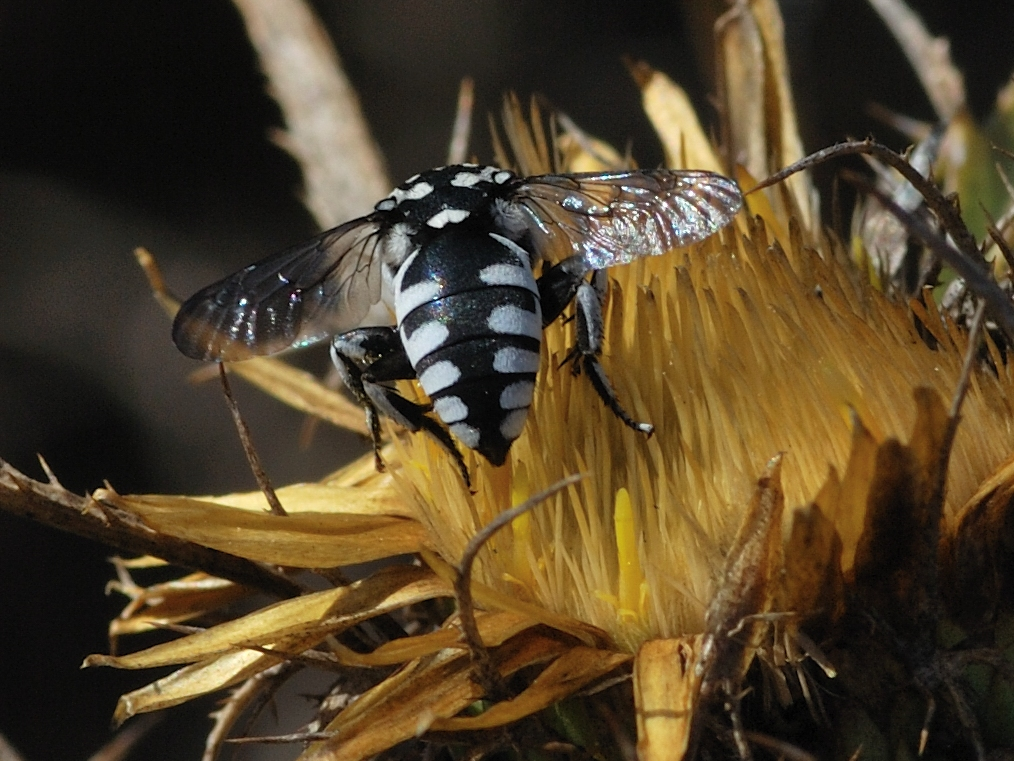
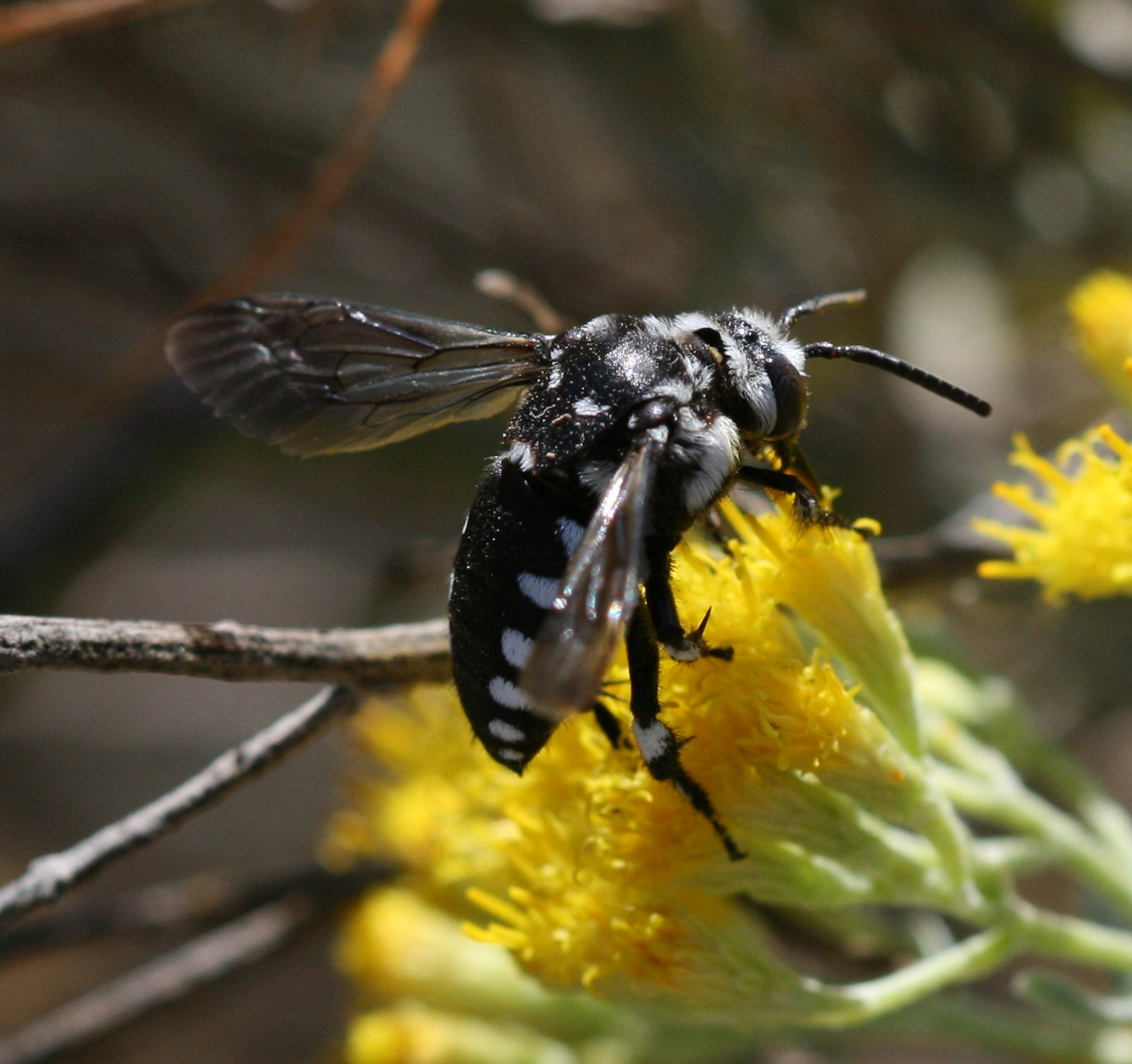

## Dottertaxa tillThyreus, i alfabetisk ordning[1]
- Thyreus abdominalis
- Thyreus abyssinicus
- Thyreus affinis
- Thyreus africana
- Thyreus albolateralis
- Thyreus albomaculatus
- Thyreus alfkeni
- Thyreus altaicus
- Thyreus axillaris
- Thyreus bimaculatus
- Thyreus bouyssoui
- Thyreus brachyaspis
- Thyreus caeruleopunctatus
- Thyreus calceatus
- Thyreus callurus
- Thyreus calophanes
- Thyreus castalius
- Thyreus centrimacula
- Thyreus ceylonicus
- Thyreus chinensis
- Thyreus cyathiger
- Thyreus decorus
- Thyreus delumbatus
- Thyreus elegans
- Thyreus empeyi
- Thyreus erythraeensis
- Thyreus fallibilis
- Thyreus forchhammeri
- Thyreus formosanus
- Thyreus fortissimus
- Thyreus frieseanus
- Thyreus gambiensis
- Thyreus grahami
- Thyreus hellenicus
- Thyreus himalayensis
- Thyreus hirtus
- Thyreus histrio
- Thyreus histrionicus
- Thyreus hohmanni
- Thyreus hyalinatus
- Thyreus illudens
- Thyreus impexus
- Thyreus incultus
- Thyreus insignis
- Thyreus insolitus
- Thyreus interruptus
- Thyreus irena
- Thyreus janasivius
- Thyreus kilimandjaricus
- Thyreus lieftincki
- Thyreus lugubris
- Thyreus luzonensis
- Thyreus macleayi
- Thyreus maculiscutis
- Thyreus massuri
- Thyreus medius
- Thyreus meripes
- Thyreus neavei
- Thyreus nigroventralis
- Thyreus niloticus
- Thyreus nitidulus
- Thyreus novaehollandiae
- Thyreus nubicus
- Thyreus orbatus
- Thyreus oxaspis
- Thyreus parthenope
- Thyreus pica
- Thyreus picaron
- Thyreus picicornis
- Thyreus pictus
- Thyreus plumifer
- Thyreus praestans
- Thyreus praevalens
- Thyreus pretextus
- Thyreus priesneri
- Thyreus proximus
- Thyreus quadrimaculatus
- Thyreus quinquefasciatus
- Thyreus ramosellus
- Thyreus ramosus
- Thyreus regalis
- Thyreus rotundatus
- Thyreus rufitarsus
- Thyreus scotaspis
- Thyreus scutellaris
- Thyreus sejuncta
- Thyreus sicarius
- Thyreus smithii
- Thyreus somalicus
- Thyreus sphenophorus
- Thyreus splendidulus
- Thyreus stellifera
- Thyreus strandi
- Thyreus surniculus
- Thyreus takaonis
- Thyreus tinctus
- Thyreus tricuspis
- Thyreus truncatus
- Thyreus tschoffeni
- Thyreus uniformis
- Thyreus vachali
- Thyreus wallacei
- Thyreus waroonensis